# Adolphe Gesché
Adolphe Gesché, né à Bruxelles le 25 octobre 1928 et mort à Louvain-la-Neuve le  30 novembre 2003, est un prêtre et théologien belge. Il fut Professeur de théologie dogmatique à la Faculté de Théologie de l’Université catholique de Louvain et auteur de plusieurs ouvrages dans le domaine théologique.

## Biographie
Né à Bruxelles au sein d’une famille catholique ouverte à la pluralité, Adolphe Gesché fait ses humanités au Collège Saint-Pierre à Uccle. À 18 ans, il s’inscrit aux Facultés universitaires Saint-Louis à Bruxelles où il obtient deux ans plus tard le diplôme de candidat en philosophie et lettres. En 1949, au terme de son service militaire, il annonce sa décision de s’engager dans le sacerdoce. Il complète néanmoins une licence en philologie classique à l’Université catholique de Louvain qu’il cumule, à partir de 1951, avec ses études de théologie au Séminaire de Malines. Ordonné prêtre en 1955, il poursuit ses études théologiques à Louvain où il obtient le grade de docteur et enfin, celui de maître-agrégé en théologie (1962). Il entreprend alors une carrière d’enseignement, d’abord au Séminaire de Malines (1962-1969), puis à l’Université catholique de Louvain où il est nommé professeur ordinaire en 1969. Il est membre fondateur du Comité de direction de la Revue théologique de Louvain (1970).
Ce professeur éminent s’impose comme l’une des grandes figures de la Faculté de théologie à Louvain-la-Neuve, marquant par sa direction d’études des générations d’étudiants d’Europe, d’Amérique et d’Afrique. Très sensible à la situation du christianisme et au discrédit qui pèse sur la foi en Dieu, il cherche à favoriser une meilleure compréhension du rapport entre la foi et la culture contemporaine. Ses écrits les plus significatifs portant sur des sujets très variés sont pour la plupart rassemblés dans la collection Dieu pour penser. Les colloques bisannuels
« Colloques Gesché » qu’il institue dès 1991 à Louvain-la-Neuve, en collaboration avec Paul Scolas, visent à créer un espace de dialogue rendant possible le croisement de la théologie avec plusieurs domaines.
Plusieurs distinctions lui sont attribuées. Il participe notamment à la commission « Religion et théologie » auprès du Fonds national de la recherche scientifique (Belgique) et à l’Association européenne de théologie catholique (Tübingen). En 1992, il est appelé par le Saint-Siège à la Commission théologique internationale (1992-2002). En 1993, l’Institut supérieur de philosophie lui décerne le Prix du Cardinal Mercier. En 1997, il reçoit le prix Scriptores christiani pour l’ensemble de son œuvre et l’année suivante, à Paris, le Grand Prix de philosophie de l’Académie française. Élu membre de l’Académie royale de Belgique, il est décoré Grand officier de l’Ordre de la Couronne.
Au soir de sa vie, à l’occasion du 75e anniversaire de sa naissance, le théologien confia ceci : « Ma passion, ce fut Dieu. Je n’ai pas d’autre mot pour la dire. » Non pas, cependant, à la manière d’un intellectuel peu engagé, mais avec le souci pastoral constant de rejoindre dans leurs préoccupations profondes les hommes et les femmes d’aujourd’hui, croyants et incroyants. Telle fut sa ligne de conduite intellectuelle.
Il repose au Cimetière de Blocry, à Ottignies, non loin de Louvain-la-Neuve.